# Dimos Edessa
Dimos Edessa (Edessa) är en kommun i Grekland.   Den ligger i prefekturen Nomós Péllis och regionen Mellersta Makedonien, i den norra delen av landet, 300 km norr om huvudstaden Aten. Antalet invånare är 29 568. Arean är 606 kvadratkilometer.
Terrängen i Dimos Edessa är kuperad åt sydost, men åt nordväst är den bergig.